# Ман-Гример M.1
Ман-Гример M.1 (енгл. Mann, Grimmer M.1) је британски ловачки авион. Авион је први пут полетео 1915. године. 

Највећа брзина у хоризонталном лету је износила 137 km/h. Маса празног авиона је износила 953 килограма а нормална полетна маса 1270 килограма.

## Наоружање
| Наоружање авиона: Ман-Гример   |                  |
| Ватрено (стрељачко) наоружање  |                  |
| Топ                            |                  |
| Митраљез                       |                  |
| Број и ознака митраљеза        | 1 Викерс, 1 Луис |
| Калибар                        | 7,7              |
| Бомбардерско наоружање (бомбе) |                  |
| Ракетно наоружање (ракете)     |                  |